# アン・ヴォークス
アン・ヴォークス（Anne Vaux、1562年頃 - 1637年以降）は、イングランドの裕福な国教忌避者の女性。当時弾圧されていたカトリック司祭の保護に務めたことで、1605年の火薬陰謀事件の実行者や関係者と面識があり、自身も巻き込まれ、当局の尋問を受けた。また、事件が発覚するきっかけとなったモンティーグルの手紙の差出人説もある。

## 来歴
ハローデンの第3代ヴォークス男爵ウィリアム・ヴォークス（1535年-1595年）と最初の妻エリザベスの三女として生まれる。母エリザベスはレスターのグレース・デューのジョン・ボーモントの娘であった。彼女と姉妹のエレノア・ブルックスビーは、安全にミサが執り行える邸宅を提供する形でカトリックの司祭（神父）を支援した。これら家の中には火薬陰謀事件のメンバーの何人かが訪れたエンフィールド・チェイスのホワイト・ウェッブスもあった。
ヴォークスは、イエズス会の神父で後に火薬陰謀事件に関与したとして処刑されたヘンリー・ガーネット神父に特に傾倒していた。また、事件のメンバーの1人であるフランシス・トレシャムとも血縁関係にあった。ヴォークスとトレシャムは、それぞれ火薬陰謀事件が発覚するきっかけとなったモンティーグルの手紙の匿名の差出人の正体ではないかと疑われている。この手紙は1605年11月5日の議会開会式を約1週間前に控えた日、出席予定者の第4代モンティーグル男爵ウィリアム・パーカーに、議会への出席を見合わせるように警告する手紙が届いたというものであった。モンティーグルは、即座にこの手紙を国王秘書長官で初代ソールズベリー伯爵ロバート・セシルに渡し、計画の阻止に貢献した。
この手紙の作者は現在まで不明のままであり、ヴォークス説は彼女の筆跡と手紙の筆跡に「類似点がある」ということが大きな根拠となっている。
ヴォークスは、火薬陰謀事件の気配に勘付いていたが、直接的な役割は果たしていない。陰謀発覚時に彼女は逮捕されたが、ルイス・ピッカリングの保釈金で釈放された。その後、彼女はガーネットをウスターシャーのハインドリップにあるトマス・ハビントンの家ハインドリップ・ホールに匿ってもらったが1月27日に彼は当局に発見されてしまった。ロンドンに連行された彼を追って彼女もロンドンに向かった。ロンドン塔に収監されたガーネットと交信を試み、看守に秘密のメッセージが書かれた手紙を取り持ってもらった。この秘密文書はオレンジジュースで書かれていた。彼女の字は判読が難しく、歴史家のアンストラザーは彼女が近視で文字を書くことに慣れていなかったのではないかと指摘している。そして手紙の内容はセシルに報告されており、1606年3月に逮捕された。尋問を受けて、反逆罪にあたるような行為はしていないと主張したが、事件の容疑者らを自宅に招いたことがあることは認めた。その後、8月に釈放された。
その後、ヴォークスはレスターシャーにある姉エレノアの家の領地に移り住んだが、1625年に国教忌避罪で有罪判決を受け、姉の死後はダービーシャーのスタンレー・グランジに移った。そしてカトリック貴族の子弟のための学校を設立したが、プロテスタントの当局は、1635年にこれを閉鎖しようとした。1637年以降に亡くなった。

## 大衆文化において
火薬陰謀事件を扱った作品において以下の人物がヴォークスを演じた。
- The Gunpowder Plot（BBC Radio 3） - ヘレン・ロングワース（英語版）
- Gunpowder Women（BBC Radio 4） -  キャロライン・ピクルス（英語版）
- ガンパウダー（英語版） - リヴ・タイラー